# Мери Уилямсън
Мери Уилямсън (на английски: Mary Williamson) е канадска писателка на бестселъри в жанровете трилър и исторически и паранормален любовен роман.
Пише любовните си романи под псевдонима Сузана Киърсли (Susanna Kearsley), а класическите трилъри – под псевдонима Ема Кол (Emma Cole).

## Биография и творчество
Мери Лин Уилямсън е родена на 17 януари 1966 г. в Брантфорд, Онтарио, Канада.
Вдъхновена от Мери Стюард, пише като хоби още от юношеските си години, като обаче завършва само първите глави на произведенията си. Учи политика и международно развитие в университета, а след това през 1988 г. започва работа като музеен уредник. През същата година, по настояване на сестра си, завършва първия си роман.
Романсът „Undertow“ е публикуван през 1993 г., а нейното хоби се превръща в професия. Тя напуска музея и става сервитьорка, за да завърши следващото си произведение. Романсът „Mariana“ е издаден през 1994 г. и получава литературната награда на Великобритания „Катрин Куксън“. След нея тя напуска работата си и се посвещава на писателската си кариера.
През 2006 г. издава първия си трилър в класически стил „Every Secret Thing“ под псевдонима Ема Кол.
Мери Уилямсън живее в Онтарио, Канада.

## Произведения

### Самостоятелни романи
- Undertow (1993)
- Mariana (1994) – награда „Катрин Куксън“
- The Gemini Game (1994)
- The Splendour Falls (1995)
- The Shadowy Horses (1997)
- Named of the Dragon (1998)
- Season of Storms (2001)
- Every Secret Thing (2006) – като Ема Кол
- The Rose Garden (2011)
- A Desperate Fortune (2015)
- Bellewether (2018)

### Серия „Замъкат Слейнс“ (The Slains)
1. The Winter Sea (2008) – издаден и като „Sophia's Secret“
Пръстенът на София, изд.: ИК „Бард“, София (2011), прев. Мариана Христова
2. The Firebird (2013)